# 第12屆金馬獎
第12屆金馬獎，由中華民國官方舉辦的國產電影評選活動，為1975年台灣與華語電影業界的年度盛事之一。

## 簡介
民國63年因臺北市舉辦1974年亞洲影展，金馬獎停辦一次，民國64年續辦第12屆金馬獎。本屆四年內獲三次大獎的盧燕，今年繼第9屆金馬獎的《董夫人》、第11屆金馬獎的《十四女英豪》女配角後，再度以《傾國傾城》奪金馬影后。而瓊瑤電影繼鄧光榮、甄珍，發展出「雙林雙秦」班底，秦祥林本屆以《長情萬縷》奪影帝。獨立製片公司《吾土吾民》獲最佳影片，常勝軍張永祥編劇再獲金馬。最佳男配角獎得主儀銘以《雲深不知處》再獲一座金馬男配角；大製作電影《英烈千秋》則獲特別獎。

## 入圍暨得獎名單
- 第15屆之前，金馬獎採事前公佈得獎名單的方式，因此無「入圍名單」。[1]

下列之標記為該獎項之得獎者。
壹、影片獎項

### 優等紀錄片
貳、個人獎項

### 最佳紀錄片策劃
叄、非正式競賽

## 得獎統計
總共有13部電影獲獎，僅計入正式競賽獎項。
| 得獎數量 | 電影名稱       | 得獎獎項                                     |
| -------- | -------------- | -------------------------------------------- |
| 3        | 《女朋友》     | 優等劇情片、最佳女配角、最佳彩色影片攝影     |
| 3        | 《雲深不知處》 | 優等劇情片、最佳男配角、最佳非歌劇影片音樂   |
| 3        | 《傾國傾城》   | 優等劇情片、最佳女主角、最佳彩色影片美術設計 |
| 3        | 《長情萬縷》   | 優等劇情片、最佳導演、最佳男主角             |
| 2        | 《吾土吾民》   | 最佳劇情片、最佳編劇                         |
| 2        | 《木琴心聲》   | 優等紀錄片、最佳紀錄片攝影                   |
| 2        | 《烽火慈航》   | 最佳紀錄片、最佳紀錄片策劃                   |
| 1        | 《直搗黃龍》   | 最佳剪輯                                     |
| 1        | 《少林五祖》   | 最佳錄音                                     |
| 1        | 《瑞芳的煤礦》 | 優等紀錄片                                   |
| 1        | 《綠色坡地》   | 優等紀錄片                                   |
| 1        | 《曾文水庫》   | 優等紀錄片                                   |
| 1        | 《女兵日記》   | 優等劇情片                                   |

## 外部連結
- 第12屆金馬獎名單（繁體中文）
- 時光網-第12届台湾电影金马奖 （页面存档备份，存于）